# Pont del camí Ral de Ripoll a Sant Joan
El Pont del camí Ral de Ripoll a Sant Joan és una obra de Ripoll (Ripollès) protegida com a Bé Cultural d'Interès Local.

## Descripció
El pont s'ubica una mica més a dalt de la font dels capellans; per sobre hi passava el camí ral que connectava Ripoll i Sant Joan. D'aquest camí encara es poden transitar alguns trams, especialment els que queden en aquest indret i en el paratge de Ribamala.
Pel que fa al pont, presenta una única obertura en forma d'arc de mig punt.